# كناشة

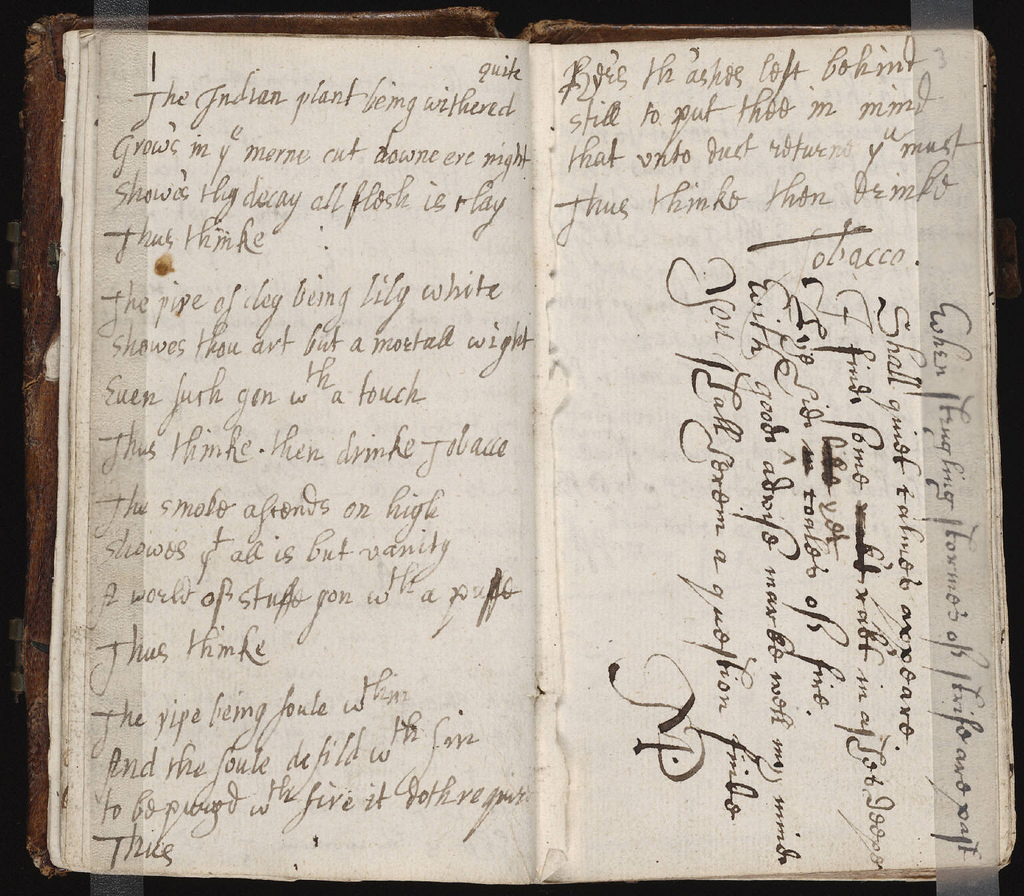

الكُنَّاشَةُ (جمع: الكناشات) أو الكُنَّاش هي إحدى الطرق لتجميع العلوم وتصنيفها، والتي عادةً ما تكون بكتابة المعلومات على الكتب. وتشبه هذه الكناشات أساسًا سجلات القصاصات التي تحوي معلومات باختلاف أنواعها: الوصفات، الاقتباسات، الرسائل، القصائد، جداول الأوزان والمقاييس، الأمثال، الأدعية، الصيغ القانونية. وعادة ما يستخدم الكناشات القراء، والكتاب، والطلاب والعلماء كمساعد لهم لتذكر الأفكار والمعلومات المفيدة مما تعلموه. وتختلف كل كناشة عن أخرى وتتميز وفقًا لاهتمام كاتبها. وقد أصبحت الكناشات ذات أهمية بالغة في المجتمع الأوروبي الحديث.
وفي الشكل الأصلي لها فإن الكناشة هي مجموعة من الأقوال مثل: كناشة جون ميلتون. وقد وسع العلماء مفهومها واستخدامها لتشمل أي مخطوطة تتضمن معلومات من نفس السمة التي يختارها الفرد. ليست الكناشات مذكرات ولا قصص رحلات والتي لا يمكن مقارنتها بها لاختلافها الكلي.
كتب الفليسوف التنويري جون لوكفي سنة 1706 كتاب بعنوان «الطريقة الجديدة لكتابة الكناشات» والذي يحوي تقنيات كتابة الأمثال، الاقتباسات، الأفكار، والخطابات المصاغة. وكان لوك قد أعطى نصيحة مخصوصة بطريقة ترتيب العناصر في الكناشة وفقًا للعنوان والفئة، باستخدام عناوين مفتاحية كالحب، والسياسة والدين. كما ينبغي التأكيد على أن الكناشات لا تشابه الصحف أو الجرائد والتي عادةً ما تكون مرتبة زمنيًّا ومحددة باتجاه فكري معين.
بحلول القرن الثامن، أصبحت الكناشات أداة لإدارة المعلومات وتنظيمها، حيث يخزن كاتب الملاحظات فيها الاقتباسات، والملاحظات والتعاريف. كما استخدمها العلماء المميزين، فمثلًا استخدم كارل لاينس طريقة الكناشات لكتابة وترتيب مصطلحات طبيعة التنظيم (والتي تعد اليوم النظام الأساسي الذي يستعمله العلماء في الوقت الحالي).

## التأثيل

### الكلمة العربية
الكُنَاشة مشتق من الفعل الأرامي «كنش» أي جمع والمُراد به دفتر يدرج فيه ما يُراد استذكاره. وقد ورد في كتاب قانون ابن سينا.

### الكلمة الإنكليزية
(بالإنجليزية: Commonplace)‏ هي ترجمة للمصطلح اللاتيني (locus communis) والمأخوذ من المصطلح الإغريقي (tópos koinós) والذي يعني السمة العامة للتطبيق والمقتبسة من أحد الأمثال.

## التاريخ

### الكشكول
خلال فترة القرن الخامس عشر كانت شبه الجزيرة الإيطالية موطن تطور نوعان من الكتب المنشورة وهي: كتب الدواوين الفاخرة والكشاكيل (أوالكشكول) ويكمن الاختلاف بين هذين النوعين في اللغة المستخدمة في إصدارهما: وهي العامية. كان جيوفاني روسيلي وهو أحد مؤلفي واحدة من أرفع الأمثلة على هذه النوع الأدبي قد عرفه بأنه «سلطة أعشاب متنوعة» -كتعبير مجازي عن تنوع محتويات الكتاب-.
ودائمًا ما تكون أوراق الكشكول هي أوراق المخطوطات وقد تكون صغيرة أو متوسطة الحجم، ولا يكون الكشكول بحجم الكتب الكبيرة التي توضع على المكاتب ولا بحجم كتب السجلات أو أي نوع آخر من النصوص. ولم يُبطن هذا النوع من الكتب وزيدت الزخرفة في النسخ الفاخرة منه. وعلى عكس المنمنمات فقد حوى الكشكول كامل مسودات المؤلف ومخططاته. وكانت كتابة الكشاكيل متصلة بالمخطوطات، وكانت تحوي ما وصفه أخصائي الخط أرماندو بيتروسسي ب «خليط مدهش من النصوص النثرية والشعرية» وظهرت فيها النصوص الدينية والتقنية والوثائقية والأدبية مجتمعة وبلا ترتيب مميز. كما حوت أيضًا معلومات عن ضريبة الملح التي كانت تدفع، وعن تسعيرات تبادل العملات، والعلاجات والأدوية الطبية والوصفات، والاقتباسات المفضلة للكاتب أوغسطين ووتصويرات الشاعر فيرجيل عن العلمانية والقراءة والكتابة. وحتى الآن فإن أشهر الاختيارات الأدبية لهذا النوع كانت أعمال دانتي دانتي أليغييري وفرانشيسكو بتراركا وجيوفاني بوكاتشو والذين كانوا يعرفون بالتيجان الثلاثة للتراث الفلورنسي العامي.
استخدم العلماء في العصر الحديث هذه المجموعات كمصدر لشرح كيف تفاعل التجار والحرفيين مع الأدب والرسومات في عصر النهضة في فلورنسا.

### اللغة الإنجليزية
بحلول القرن السابع عشرة لُوحظ أن الكناشات قد أصبحت مستخدمة وبشكل رسمي بعد تعليمها للطلاب في الجامعات كجامعة أكسفورد. أضاف جون لوك مخطط الفهرسة الخاص به لنسخة من الكناشات لكتابه «مقال فيما يختص بفهم البشر». وكان لثقافة الكناشات التي وضعها كل من فرانسيس باكون وجون ميلتون جذور في أصول التدريس الخاصة بعلم البلاغة الكلاسيكي، واستمرت طريقة الكناشات كأسلوب تعليمي حتى بدايات القرن العشرين. واستخدم عدد كبير من المفكرين التنوريين الكناشات، كالفيلسوف واللاهوتي وليام بالي الذي استخدمها أثناء كتابته لكتبه، كما أن كل من رالف والدو إمرسون وهنري ديفد ثورو قد أُعلما أن يحفظا الكناشات خاصتهما في جامعة هارفرد (بقيت الكناشات الخاصة بهم محفوظة كنسخ للنشر) وكانت الكناشات تحديدًا جذابة للمؤلفين، أمثال صامويل تايلر كولريدج ومارك توين اللذان احتفظا بنسخ من ملاحظاتهما خلال قراءتهما غير المنظمة والتي اختلطت فيما بعد بعدد من المواد المختلفة الأخرى. آخرون ك توماس هاردي اتبع الطريقة الأكثر تنظيمًا للملاحظات خلال القراءة عاكسًا بذلك الطريقة الأصلية المستخدمة في عصر النهضة بشكل أكبر. أما الاستخدام القديم للكناشات في تركيز وتلخيص الخبرات والتجارب المفيدة في غرف المقاصات فقد أصبح ومع مرور الوقت أقل استخدامًا.

## التقيم المعاصر
يرى معظم المحررون الجدد أن هذه الأعمال بلا أي قيمة أدبية تذكر، ولكن تكمن قيمة هذه المجموعات في النظرة المقربة التي تقدمها عن الأذواق المختلفة والاهتمامات والشخصيات الخاصة بكل كاتب لواحدة من هذه المجموعات.
تنتشر عادة الاحتفاظ بدفتر للملاحظات بين الكتاب ولذلك فإن الكناشات الخاصة بالمذكرات الأدبية قد تكون دلالةَ على شخصية صاحبها أو هويته الأدبية (أو ربما كشيء نفسي قد حُذف) تمامًا كقيمتها الواضحة كسجل مكتوب. وعادةً ما يتعامل الكتاب مع دفاتر الملاحظات خاصتهم كأعمال منفصلة، فهم يعنونونها بعناوين منفردة، يجمعونها بترتيب من الملاحظات الفوضوية، وإعادة ترتيبها مرة أخرى بعد مراجعة أخرى، والاحتفاظ بها بعناية خاصة وحرص شديد أكبر من ذلك المفترض أن يكون لمادة للعمل.

## الإشارة للكناشات في الأدب
1. برونسون آلكوت (1877م): أصبحت عادة التدوين درسًا حياتيًا في فن التأليف، كمدرسة غير رسمية في التأليف.[5][6][7] وفي عملية تجهيز الكتاب على اختلافهم أعمالهم لنشرها بتفاصيلها الدقيقة والتي هي طبق الأصل، سيكتشف كل منهم الدين الذي يحمله على عاتقه للكناشات والمذكرات. كم يجب علينا أن نتمعن خلال قراءتنا لكناشات شكسبير الخاصة بمسرحياته؟ ما الذي يظهره هو ويظهره غيره من الكتاب؟ كيف تتشكل النصوص بهذا الشكل الذي بين يدينا حاليًا؟ كيف شكل كل من ميلتون، مونتايجن، غويته نصوصهم؟ بأي سيل من الأفكار المفرحة، أو المواقف الفكاهية أو الشخصيات المناسبة أو الاقتباسات المناسبة المقتبسة من المجالات المختلفة من العلوم، وهكذا في كل صفحة من صفحاتهم الثرية في أعمالهم. لقد كانت الكناشات بمثابة المفاتيح لعملية تأليف عظيمة. أموس برونسون آلكوت، جدول أ للكلام (1877) صفحة 12
2. فرجينا وولف، منتصف القرن العشرين: فلنأخذ واحدًا من دفاتر الملاحظات القديمة هذه الموجودة بين أيدينا من وقت لأخر فهي مصدر لمنح الشغف للبدء، صحيح أن معظم صفحاتها فارغ، لكننا في البداية يجب أن نجد عددًا من هذه الدفاتر جميلة الأغلفة بخطوط واضحة وملفتة للنظر. هنا مثلًا نجد أننا كتبنا أسماء عددٍ من الكتاب بالترتيب الذي يستحقون، وهنا نسخنا أفضل النصوص الكلاسكية، وهنا قائمة بالكتب التي نود قراءتها، وهنا وهذا النوع هو الأكثر متعة هي قائمة بالكتب التي قرأناها بالفعل، وكقارئ لابد أن يكون قد جرب بعض الزخارف التي تحدثها لطخات الحبر الأحمر.فرجينا وولف، (ساعات في المكتبة)، مقالات فرجينا وولف، نيويورك، هاركوت،1958)صفحة 25
3. في عمل الكاتب ليموني سيكنيت «سلسلة أحداث مؤسفة» اعتاد عددٌ من الشخصيات أمثال كلاس باديلر وكواجيمر تريبلتس استخدام الكناشات.
4. في «المريض الإنجليزي» لميشيل أونداجيتس استخدم الكونت ألماسي نسخته من تاريخ هيرودوتس ككناشة.5- في قصص شارلوك هولمز للكاتب آرثر كونان دويل، كانت عادة هولمز أن يحتفظ بعدد من الكناشات ليعود إليها خلال بحثه، فمثلًا في «مغامرة فاليد لودجر» بحث هولمز في الكناشة عن تقرير صحفي لجريمة قتل قديمة.